# KUD „Zora” Beograd
Kulturno umetničko društvo Zora je kulturno umetničko društvo iz Beograda.

## Istorijat
Osnovano je davne 1992. godine sa kako bi se, pre svega, folklor približio deci. Društvo je otpočelo sa radom u prostorijama Osnovne škole "Stari Grad" na Dorćolu. Od 1999. godine društvo beleži sve veći broj članova koju su podeljeni u ansamble. Danas broji preko 200 članova što dokazuje da mladi prepoznaju kvalitetan rad na očuvanju srpske tradicije. Razvoju samog društva najviše je doprineli roditelji dece članova, kao uprava sa umetničkim direktorom Goran Banković.
KUD Zora je organizator međunarodnog festivala folklora BelFolkArts koji se održao 2012. i 2013. godine u Beogradu.

## Ansambli
Izvođači KUD-a Zora podeljeni su u tri ansambla i to:
- Škola folklora koju čine najmlađi članovi društva koji tek uče osnovne korake.
- Pripremni ansambli čine deca koja su savladala sve osnove i koja su spremna da nastupaju i izvode i zahtevnije koreografije.
- Izvođački ansambli su sastavljeni od već iskusnih igrača, to su ansambli koji predstavljaju društvo na međunarodnim takmičenjima i osvajaju brojna priznanja.
- Veteranski ansambl je sastavljen od ljubitelja folklora i tradicije koji imaju pet i više godina igračkog iskustva.

## Turneje
U proteklih 6 godina društvo je obišlo veliki broj zemalja iz Evrope, dok je 2012. godine društvo je putovalo u Kinu gde je predstavljalo Srbiju na međunarodnom festivalu i osvojilo nagradu.
- 2008. Grčka-Tasos, Mađarska, Portugal, Poljska,
- 2009. Italija, Mađarska, Češka, Portugal,
- 2010. Španija, Turska,
- 2011. Francuska, Belgija, Nemačka, Italija, Španija,
- 2012. Turska, Kina.

## Spoljašnje veze
- Zvanična internet prezentacija